# Jammerbugt
Jammerbugt est une commune du Danemark, située dans la région du Jutland du Nord. Elle comptait 38 460 habitants en 2019, pour une superficie de 872,92 km2.

## Politique

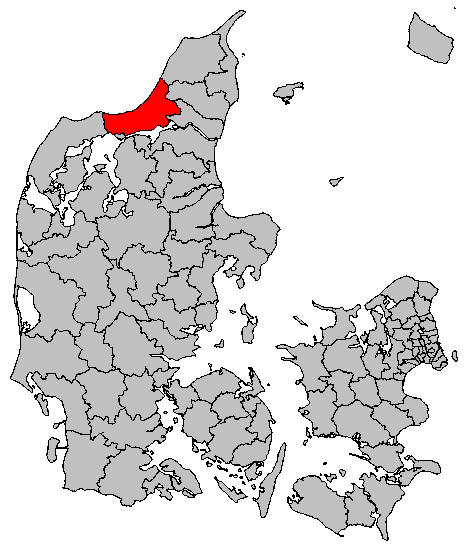
La commune de Jammerbugt

La commune a été créée lors de la réforme communale de 2007, par la fusion des anciennes communes de Brovst, Fjerritslev, Pandrup et Aabybro.
| Période                                                    | Période          | Identité             | Étiquette | Qualité |
| ---------------------------------------------------------- | ---------------- | -------------------- | --------- | ------- |
| 1er janvier 2007                                           | 31 décembre 2009 | Mogens Christen Gade | Venstre   |         |
| Le mandat de Mogens Christen Gade a été renouvelé en 2010. |                  |                      |           |         |

Le mandat de Mogens Christen Gade a été renouvelé pour la période 2010–2013 lors des élections communales de 2009.
| Parti/liste                       | Voix | Sièges |
| --------------------------------- | ---- | ------ |
| Parti social-démocrate            | 7559 | 11     |
| Gauche radicale                   | 218  | 0      |
| Parti populaire conservateur      | 927  | 1      |
| Parti socialiste populaire danois | 1899 | 2      |
| Chrétiens démocrates              | 171  | 0      |
| Parti populaire danois            | 1190 | 1      |
| Borgerlisten Jammerbugten         | 743  | 1      |
| Venstre                           | 8288 | 11     |

## Jumelage
- Tornesch (Allemagne) depuis le 15 août 2008[1]